# Arichanna tatsienlua
Arichanna tatsienlua là một loài bướm đêm trong họ Geometridae.